# Stadium Darul Makmur
Stadium Darul Makmur – wielofunkcyjny stadion w Kuantanie, w Malezji. Został otwarty w 1970 roku. Może pomieścić 32 500 widzów. Swoje spotkania rozgrywa na nim drużyna Pahang FA. Obiekt był jedną z aren 11. młodzieżowych Mistrzostw Świata w piłce nożnej w roku 1997.